# Egéria (mitologia)

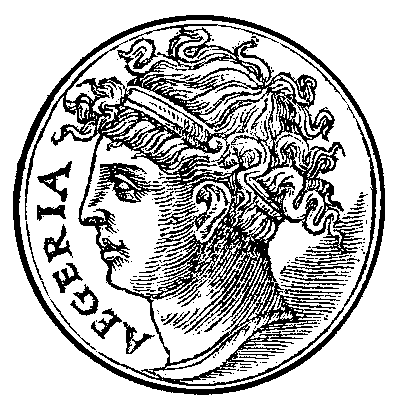
Um desenho do século XVI, representando Egéria

Egéria (em latim: Ēgeria) é uma ninfa a quem foi atribuído um papel lendário na história de Roma, como divina esposa e conselheira de Numa Pompílio, o segundo rei de Roma Sabino, com quem partilhou as leis e os rituais da religião da Roma Antiga. O seu nome é utilizado como epónimo para mulheres conselheiras.

## Origem e etimologia
O mito de Egéria poderá preceder a mitologia romana: terá tido origem itálica, possivelmente na floresta sagrada de Arícia , no Lácio, que foi também o berço de Diana Nemorense ("Diana de Nemi"). Em Arícia, existiu também um Mânio Egério, o contraparte do sexo masculino de Egéria.
O nome Egéria tem sugerido diversas interpretações; poderá significar "choupo negro"; Georges Dumézil propôs que talvez tivesse origem em "e-gerere", aludindo ao seu papel no parto; nas suas funções de profetisa e autora de "livros sagrados", poderia ser comparada com a etrusca Vegoia (alegadamente autora de, entre outras coisas, o "Libri Fulgurales", que ajuda a interpretar o significado do traçado dos relâmpagos, que eram considerados como ameaçadoras mensagens de uma grande variedade de divindades).

## Relação com Numa Pompílio

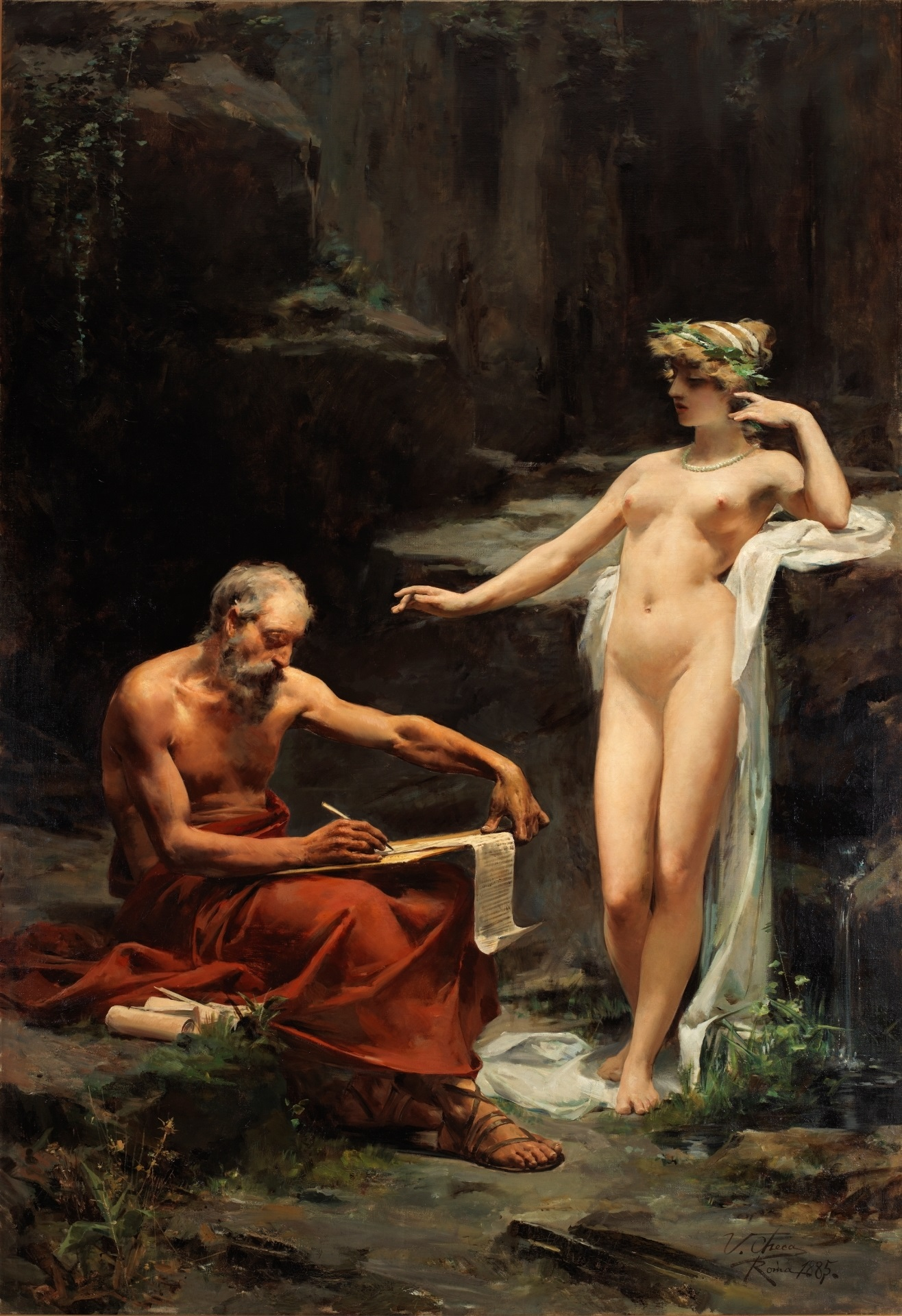
A ninfa Egéria ditando as leis de Roma a Numa Pompílio, por Ulpiano Checa

Segundo a mitologia, Egéria aconselhou e orientou o rei Numa Pompílio (do latim,"numen", que designa "a vontade expressa de um deus") na criação do primeiro conjunto de leis e rituais de Roma. Numa teria redigido os ensinamentos de Egéria em "livros sagrados" que fez enterrar com ele. Quando, por acaso, foram descobertos cerca de 500 anos mais tarde, o Senado considerou que não deviam ser divulgados publicamente e ordenou a sua destruição. Aparentemente, conteriam assuntos de natureza religiosa com implicações "políticas" que não foram descritas por Valério Antias, a fonte que Plutarco utilizou. Dionísio de Halicarnasso sugere que os livros não foram destruídos, mas mantidos em segredo pelos Pontífices.
Egéria seria também dotada de excelentes capacidades oratórias (era intérprete, para Numa, dos complexos presságios dos deuses, como por exemplo, o episódio da profecia de Fauno). Noutro episódio, Egéria ajuda Numa que discutia com o próprio Júpiter, tentando obter um ritual de proteção contra trovões e relâmpagos.
Numa também comunicaria com outras divindades, tais como as musas; talvez por esse motivo, Egéria foi posteriormente considerada pelos romanos como sendo um das Camenas, divindades que viriam a ser equiparadas com as musas gregas, quando Roma caiu sob a influência cultural da Grécia; Dionísio de Halicarnasso listou Egéria entre as musas.

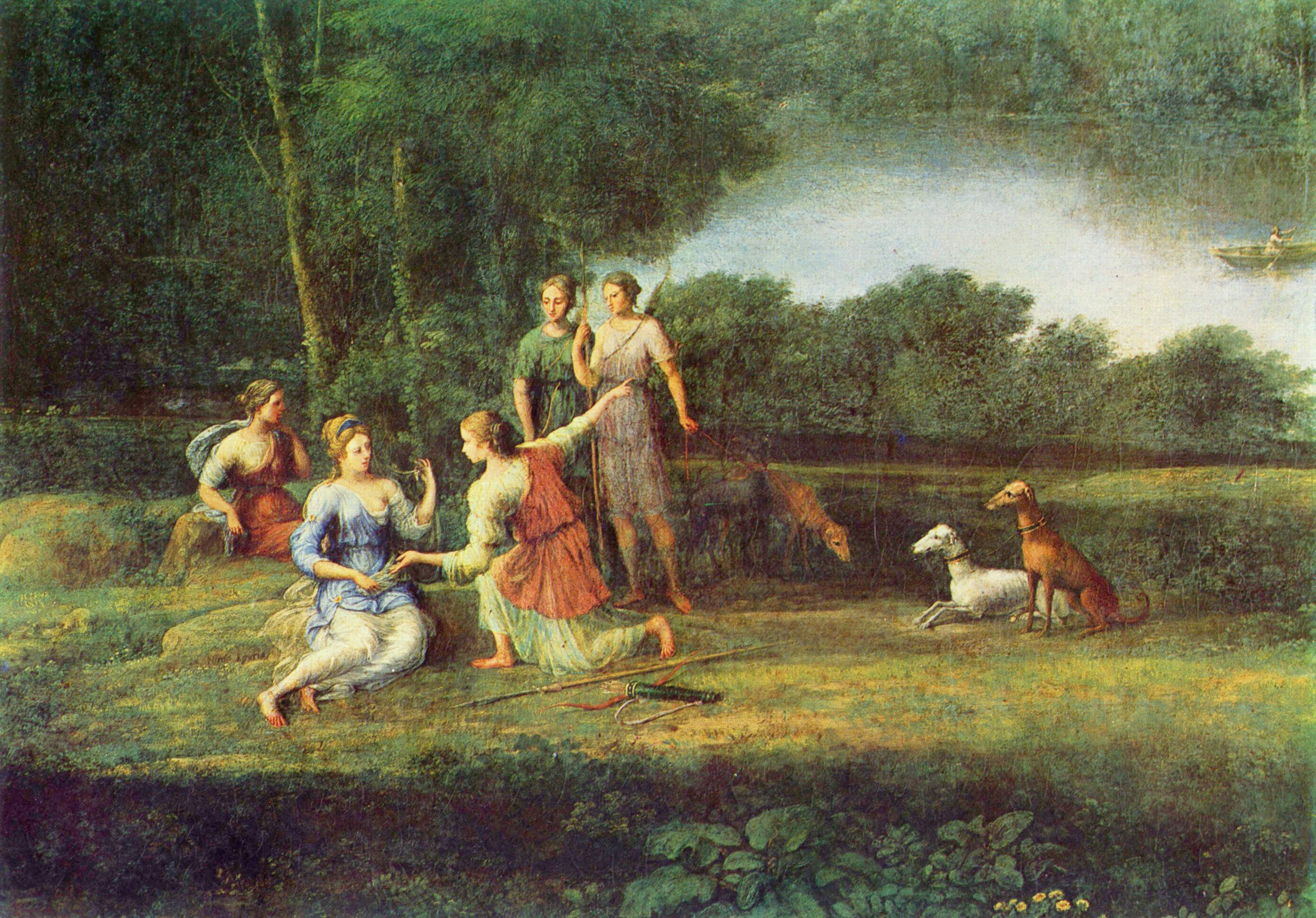
Egéria chora Numa (1669) por Claude Lorrain

O seu relacionamento com Numa tem sido descrito de diversas formas. Egéria é respeitosamente apelidada, normalmente, como coniuncta ("consorte"); Plutarco é muito evasivo sobre o grau de intimidade da relação de Numa com Egéria e sugere que Numa, ela própria, alimentava essa ambigüidade. Juvenal, mais crítico, afirmava que era Amica ("namorada") de Numa.
Numa Pompílio morreu velho, em 673 a.C. Ovídio, nas Metamorfoses, refere que com a morte de Numa, Egéria desfez-se em lágrimas de tristeza, transformando-se numa fonte (...donec pietate dolentis / mota soror Phoebi gelidum de corpore fontem / fecit... ), tradicionalmente identificada com uma nascente que se situa nas proximidades da Porta Capena, em Roma.

## A fonte de Egéria em Roma

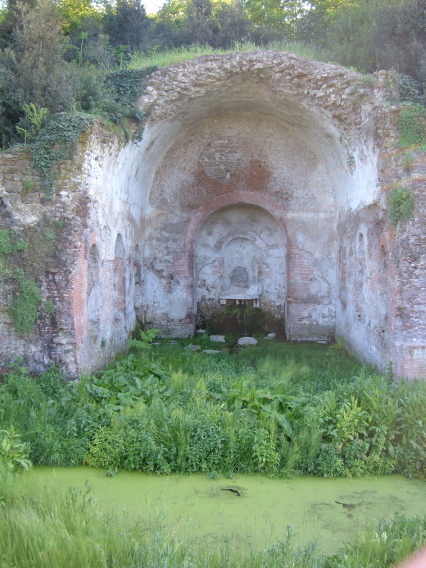
Abside do Ninfeu de Egéria, Parco Cafarella, Roma

Perto da Porta Capena, em Roma, existiam uma fonte e um bosque, antigamente consagrados a Egéria. As suas águas eram para utilização exclusiva das vestais. O ninfeu, um dos locais favoritos para piqueniques no século XIX, ainda existe e pode ser visitado no parque arqueológico de Caffarella, entre a Via Ápia e a ainda mais antiga Via Latina, nas proximidades das Termas de Caracalla (uma construção posterior).
No século II, quando Herodes Ático reformulou uma villa herdada, nas proximidades, a gruta natural da fonte foi envolvida num arco com uma abside onde foi colocada uma estátua de Egéria; as paredes eram revestidas de mármore verde e branco, o piso era de pórfiro e os frisos em mosaico. A nascente, uma das dezenas de nascentes que correm para o rio Almone, passou a alimentar alguns lagos, um dos quais era conhecido como Lacus Salutaris ("Lago de Saúde").

## Na literatura moderna
- Na tragédia Lúcio Júnio Bruto (1680), de Nathaniel Lee, Egéria aparece numa visão ao filho de Brutus, Tito.
- Em The Importance of Being Earnest, de Oscar Wilde, o sacerdote Chasuble refere-se a Cecily como "Egéria."
- Em Under Western Eyes (1911), de Joseph Conrad, Madame de S___, uma senhora russa de "pontos de vista avançados" é referida como a Egéria de Pedro Ivanovich, o "heróico fugitivo" que escrevia livros pregando e praticando o culto das mulheres nos ritos de devoção especial aos métodos transcendentais de Madame de S___.